# Mika Singh
Amrik Singh (10 de junio de 1977 en Durgapur, Bengala Occidental), conocido por su nombre artístico como Mika. Es un cantante pop y rapero indio, que ha interpretado también varias canciones de películas en bengalíes, en la que incluyen también en lengua Paglu y Khokababu. Se le considera un cantante punjabí siendo uno de los más aclamados. También ha producido y compuesto temas musicales para muchas películas de Bollywood, en la que incluyen Singh es Kinng y Jab We Met. Su rango intérprete de playback o reproducción es limitada, aunque en el mercado tiene éxito con sus famosas canciones. La última que cantó fue para la película titulada "Beat Desi". Ha participado en un reality show llamado "Iss Jungle Se Mujhe Bachao" y en el festival de música llamada Ka Maha muqabala. También ha sido noticia de controversias, en diferentes medios de comunicación.

## Discografía
(Chronological order)
- Ishq Brandy
- Dunali
- Gabru,,
- Saawan Mein Lag Gayee Aag
- Jaan Qurban
- Out Of Control Punjabis
- Something Something (Mika album)
- billo yaar di

## Filmografía
- Mitti (released on 8 January, 2010)
- Loot (released on 4 November, 2011)
- Tom Dick and Harry Rock Again (filming)

| Movie Name                     | Año  | Estado              | Comentario                    |
| ------------------------------ | ---- | ------------------- | ----------------------------- |
| Agent Vinod (película de 2012) | 2012 |                     |                               |
| Khokababu                      | 2012 | Released            | Música de películas (bengalí) |
| Paglu                          | 2011 | Released            | Música de películas (bengalí) |
| Loot                           | 2011 | Released            |                               |
| Desi Boyz                      | 2011 | Released            |                               |
| Bodyguard                      | 2011 | Released            |                               |
| Ready                          | 2011 | Released            |                               |
| Pyar ka Punchnama              | 2011 |                     |                               |
| Tanu Weds Manu                 | 2011 | Released            |                               |
| Jugni (Special Appearance)     |      | Pre-released        |                               |
| F.A.L.T.U                      | 2010 | Released            |                               |
| Tom Dick and Harry Rock Again  | 2010 | Under Production    | Actor                         |
| Cabaret                        | 2010 | Under Production    | Actor                         |
| Lamhaa                         | 2010 | 16 de julio de 2010 |                               |
| Saajna                         | 2010 | Released            |                               |
| Love.Com                       | 2010 | Under Production    | Music Director, Actor, Singer |
| Mr. Bhatti On Chutti           | 2010 | Under Production    |                               |
| Once Upon a Time in Mumbai     | 2010 | Released            |                               |
| Housefull                      | 2010 | Released            |                               |
| Krantiveer - The Revolution    | 2010 | Under Production    |                               |
| Ek Aadat                       | 2010 | Under Production    |                               |
| Toh Baat Pakki                 | 2010 | Released            |                               |
| Adhurs                         | 2010 | Released            |                               |
| De Dana Dan                    | 2009 | Released            |                               |
| Ajab Prem Ki Ghazab Kahani     | 2009 | Released            |                               |
| Dil Bole Hadippa!              | 2009 | Released            |                               |
| Quick Gun Murugun              | 2009 | Released            |                               |
| Life Partner                   | 2009 | Released            |                               |
| Jai Veeru                      | 2009 | Released            |                               |
| Jugaad                         | 2009 | Released            |                               |
| Bad Luck Govind                | 2009 | Released            |                               |
| Wafaa                          | 2008 | Released            |                               |
| Dil Kabaddi                    | 2008 | Released            |                               |
| Oye Lucky! Lucky Oye!          | 2008 | Released            |                               |
| C Kkompany                     | 2008 | Released            |                               |
| My Friend Ganesha 2            | 2008 | Released            | Actor                         |
| Singh Is Kinng                 | 2008 | Released            |                               |
| Ugly Aur Pagli                 | 2008 | Released            |                               |
| Mission Istaanbul              | 2008 | Released            | Lyricist, Music Director      |
| Woodstock Villa                | 2008 | Released            |                               |
| Mr. White Mr. Black            | 2008 | Released            |                               |
| Dus Kahaniyaan                 | 2007 | Released            |                               |
| Jab We Met                     | 2007 | Released            |                               |
| Dhol                           | 2007 | Released            |                               |
| Shootout At Lokhandwala        | 2007 | Released            | Music Director                |
| Nehlle Pe Dehlla               | 2007 | Released            |                               |
| Apna Sapna Money Money         | 2006 | Released            |                               |
| Pyaar Ke Side Effects          | 2006 | Released            |                               |